# Франсиско Франко
Франсиско Франко (шп. Francisco Franco, пуно име: Francisco Paulino Hermenegildo Teódulo Franco y Bahamonde, Ферол, 4. децембар 1892 — Мадрид, 20. новембар 1975), био је шпански генерални капетан, шеф државе Шпаније (појединих делова Шпаније од 1936, а целом територијом од 1939. године) и диктатор, после окончања Шпанског грађанског рата, током Гвоздене завесе, све до смрти 1975. године. Председавао је ауторитарном владом Шпаније у време Хладног рата. Био је познат под називом „Вођа Шпаније“ (шп. Caudillo de España), службено његова титула гласила је: „Вођа Шпаније по милости Божијој” (шп. Caudillo de España por la gracia de Dios).
Рођен је у градићу Ферол, у морнаричкој породици и сам је желео да ступи у морнарицу али се ипак укључио у пешадију. У војсци је брзо напредовао и са 32 године постао је најмлађи генерал у Европи. Постао је директор Војне академије у Сарагоси, након чијег затварања је дошао у сукоб са републиканским властима. Истакао се гушењем левичарских устанака у Шпанији 1934.
Након што је 1936. владу формирао левичарски Народни фронт, дошло је до немира широм земље. Франко се придружио групи официра који су се спремали да изврше војни пуч и преузму власт. Пуч који је требало да буде извршен 18. јула није успео и прерастао је у Шпански грађански рат. Франко је успео да се наметне као вођа побуњеника и да добије помоћ Немачке и Италије. После три године Франкови националисти су добили рат. Франко је завео диктатуру а 1947. године, изменио устав, прогласио монархију и себе именовао за регента са доживотним мандатом. За заменика шефа државе одабрао је принца Хуана Карлоса, прескочивши у наследном реду његовог оца принца Хуана који је био легитимни претендент.
Током Другог светског рата Шпанија је остала неутрална, иако је слала добровољачке одреде на источни фронт. После пораза сила Осовине у Другом светском рату Франко се окренуо Америци, са којом је успоставио војни и трговински савез.
Франко је успео да задржи власт спровођењем строгих мера: сузбијао је политичке противнике увођењем цензуре, затворске казне са принудним радом, затварањем у концентрационе логоре, смртном казном. Била је забрањена употреба мањинских језика и обичаја, а Католичка црква је добила статус државне религије.
Током 1950-их увео је реформе које су имале за циљ економски развој Шпаније. Тако је дошло до тзв. Шпанског економског чуда које је трајало до 1973. године. Овај економски развој се сматра једином добром тековином Франковог режима, јер је извео Шпанију из реда неразвијених земаља и побољшао положај средње класе.
Преминуо је 20. новембра 1975. године у 82.-ој години живота. Након његове смрти на чело Шпаније је дошао краљ Хуан Карлос који је отпочео процес демократизације државе. И данас трају расправе око Франкове улоге у шпанској историји, неки га памте као доброг вођу који је очувао мир у земљи и омогућио економски развој Шпаније, док га други сматрају за диктатора одговорног за убиства и прогоне политичких противника.

## Детињство и младост
Франко је рођен у месту Ферол у шпанској Галицији. Његов отац Николас Франко Салгадо-Араухо (Nicolas Franco Salgado-Araujo) био је морнарички официр. Његова мајка Пилар Баамонде и Пардо де Андраде такође потиче из фамилије са поморском традицијом.
Његово родно место је службено носило назив Ел Ферол дел Каудиљо (шп. El Ferrol del Caudillo) од 1938. до 1982.
Пошто је Поморска академија била затворена од 1906. до 1913, приступио је Пешадијској академији у Толеду 1907. Дипломирао је као други поручник 1910. године.
Две године касније, затражио је да га пошаљу у Мароко. Шпанске намере да физички окупирају свој афрички протекторат узроковао је дуг рат (1909—1927) са Мароканцима. Тактика у одуговлачењу начинила је велике губитке међу шпанским официрима, али је исто тако дала промоцију кроз заслуге. Ово се објашњавало говорећи да су официри могли добити “мртвачки сандук или генералски појас” (la caja o la faja).
Франко је ускоро стекао репутацију као добар официр. Придружио се новоформираним колонијалним шпанским трупама које су деловале као “шок трупе”.
Године 1916, са 23 године и са добијеним капетанским чином, тешко је рањен у Ел Биуцу. Ово га је од тад непрестано чинило у очима домородачке војске као човек од бараке (срећан човек). Неуспешно је предлаган за највеће шпанско признање за каваљерство (Круз Лауреада де Сан Фернандо). Упркос томе, добио је чин мајора, што га је учинило најмлађим официром са овим чином у Шпанској армији..
Од 1917. до 1920. био је прекомандован на Пиринејско полуострво. Последње године, заменик пуковника Хосе Милан Астреј (шп. José Millán Astray), харизматични официр, основао је Шпанску легију. Франко је постао други човек Легије и вратио се у Африку.
Лета 1921, прекобројна Шпанска армија доживела је тежак пораз у Ануалу од стране племена Риф под вођством браће Абд ел-Крим. Легија је симболично, ако не материјално, спасла шпанску енклаву Мелиљу после тродневног марша на челу са Франком. Већ 1923. године, као заменик пуковника Легије, унапређен је у њеног команданта.
Исте године оженио се Маријом дел Кармен Поло (шп. Maria del Carmen Polo), с којом је имао једно дете, кћерку Марију дел Кармен, рођену 1926. Кум на венчању му је био краљ Алфонсо XIII. Ова чињеница ће га током Друге шпанске републике окарактерисати као монархистичког официра.
Унапређен у пуковника, Франко је водио први талас трупа на обали код Алхуцемаса 1925. године. Овај поход у срце територије племена Абд ел-Кримових, у сарадњи са француском инвазијом с југа, обележило је почетак краја Републике Риф.
Поставши најмлађи генерал у Европи 1926, Франко је постављен за директора Војне академије у Сарагоси, заједничке академије за све војне кадете.

## Франко у Другој шпанској републици
Франко се и након пада монархије 1931, држао свог дугогодишњег аполитичког мишљења (иако неки извори наводе да је подржавао десницу и њеног вођу Прима де Риверу) и у новонасталим сукобима је остао непристрасан. Узрок његовог сукоба са републиком било је затварање Војне академије у Сарагоси, од стране министра рата Мануела Азање у јуну. Азања је Франков опроштајни говор кадетима сматрао увредом. Идућих шест месеци Франко није имао никакав положај у војсци и био је под пратњом.
На место заповедника у граду Ла Коруња је постављен 5. фебруара 1932. Није се мешао у покушај пуча, који је исте године извео Хосе Санхурхо, него му је послао писмо, у коме је изразио своју љутњу због тог догађаја. Азања је спровео војну реформу којом је у јануару 1933. Франко премештен са места првог на место 24. генерала. Исте године добио је војну команду на Балеарима, иако је та позиција била изнад његовог официрског чина.

## Астуријски устанци
У октобру 1933. одржани су нови избори, на којима су победу однели десничари. Опозиција је 5. октобра 1934. основала револуционарни покрет који је имао за циљ обарање десничарске владе. Устанак се проширио по целој Шпанији а центар побуне је била провинција Астурија, где су побуњенике подржали рударски синдикати. Задатак гушења устанка поверен је генералу Франку. Он је уз помоћ Афричких јединица, које је предводио генерал Едуардо Лопез Охоа, и после две недеље тешке борбе (1200 до 2000 жртава) је успео да угуши.
Ове борбе су још више распламсале сукоб између левичара и десничара, тако је Франко који је пре устанка сматран левичарем сада био проглашен за највећег непријатеља левице. Франко је од 15. фебруара био вођа Афричких јединица, а 19. маја 1935. је постављен на место врховног заповедника генералштаба.

## Струјање у рат
Након једне корупционашке афере дошло је до пада владе десног центра и расписани су нови избори. Формиране су две велике коалиције: левичарска „Народни фронт” (шп. Frente Popular) и десничарска „Национални фронт” (шп. Frente Nacional). Изборну победу са малом разликом су прогласили левичари 16. фебруара 1936. Наредних дана дошло је до великих немира, Франко је безуспешно предлагао да се прогласи државна криза, а левичари су под притиском народа допустили поновно пребројавање гласова.
Франко је 23. фебруара послат на Канарска острва, где је заповедао мањем броју војника.
У међувремену Емилио Мола је почео ковати заверу против левичарске владе. Позвао је Франка да му се придружи, али је овај то одбијао све до средине јула. Франко је чак предлагао влади да доведе војску у ред, али није добио одговор на своје писмо. Остали побуњеници су били одлучни о спровођењу побуне con Paquito o sin Paquito (тј. са Франком или без њега) како је рекао Хосе Сонхурхо, почасни вођа устанка. Побуњеници су одредили 17. јул за дан почетка устанка.
Видевши да је ствар отишла предалеко и да мора заузети страну у предстојећем сукобу, Франко је одлучио да узме учешћа у припремању пуча. Из Енглеске је стигао Франков приватни авион, којим је требало да буде пребачен у Африку, да би преузео команду над Афричким јединицама. Владина полиција је убила једног од вођа опозиције Хосеа Калва Сотела, што је убрзало избијање устанка. Дан пре планираног подизања устанка 17. јула Афричка војска је отказала послушност својим старешинама. Следећег дана Франко је објавио манифест, познат као Франков проглас о побуни и кренуо у Африку, где је следећег дана преузео заповедништво над војском.
Недељу дана касније под контролом побуњеника налазила се само једна трећина Шпаније, а у рукама владе је била морнарица те побуњеници нису имали користи од Франкове војске у Африци. Пошто пуч није успео, побуњеници су наставили са борбом, која је прерасла у грађански рат.

## Шпански грађански рат

### Први месеци
| Почетна Националистичка зона - јули 1936. Националистичко напредовање до септембра 1936. Националистичко напредовање до октобра 1937. Националистичко напредовање до новембра 1938. Националистичко напредовање до фебруара 1939. Последња област под контролом републиканаца Главни националистички центри Главни републикански центри | Копнене битке Поморске битке Бомбардовани градови Логори Масакри Избеглички кампови |

Иако Франко није имао новца, јер се трезор налазио у рукама владе у Мадриду, постојао је организовани економски лоби у Лондону који се бринуо за његове финансијске потребе, а могао је рачунати и на финансијску помоћ својих сарадника из иностранства. Током првих дана рата вођене су снажне борбе за контролу над Шпанским Мароком. Франко је успео да истовремено стекне подршку народа и да наметне своју контролу над војним снагама у Африци. Франко је тада почео да се обрачунава са официрима који су били одани Републици. У то време ликвидирано је 200 виших официра, међу којима и један Франков блиски рођак. Највећи Франков проблем је био пребацити војску из Африке на Пиринејско полуострво. Морнарица је била у рукама Републиканаца, док је Гибралтар био блокиран. Затражио је помоћ од Мусолинија који је му је пружио безусловну подршку у виду оружја и авиона. У међувремену је адмирал Канарис, шеф немачког Абвера, успео убедити Хитлера да подржи Франка. Дана 20. јула Франко је успео да са малом групом од 22 авиона, углавном немачких Јункерса Ју 52, отвори ваздушни мост ка Севиљи, где су његови војници помогли да националисти заузму град. Франкови амбасадори су отпочели снажну дипломатску агитацију у Уједињеном Краљевству, Италији и Немачкој, са циљем да добију војну помоћ, пре свега у авионима. Преговори су били успешни са Италијом и Немачком, које су им одобриле војну помоћ. Немачки и италијански авиони су од 2. августа почели слетати у Теутон. Франко је 5. августа пробио блокаду и поставио конвој бродова са око 2.000 војника.
Почетком августа ситуација у западној Андалузији је била стабилна за Франка и он је ту формирао колону (15.000 војника у најјачем саставу) под командом натпуковника Хуана Јагвеа, која је требало да маршира кроз Екстремадуру ка Мадриду. Дана 11. августа освојена је Мерида, а 15. Бадахоз. Мусолини је наредио добровољачким трупама (Corpo Truppe Volontarie, CTV) од око 12.000 да оду у Севиљу, а Хитлер је послао посебну јединицу Луфтвафеа са 24 авиона. На тим авионима су били симболи шпанских националиста, али су њима управљали немачки пилоти. Дана 21. септембра Франко је са заповедником колоне у Мареди, неких 80 km од Мадрида, организовао заобилазак са циљем заробљавања гарнизона у Толеду, што је и успео 27. септембра. Тај Франков потез је остао запамћен као контроверзан, јер је омогућио републиканцима да учврсте одбрану Мадрида и задрже град све до 1939.

### Успон на власт
Хосе Санхурхо који је био предвиђен за вођу устанка погинуо је у авионској несрећи 20. јула. Након његове смрти политички живот у националистичком табору је стао. Најважније је било војно руководство које је било подељено по областима (Мола на северу, Гонзало Кеипо ди Лијано у Севиљи, одакле је контролисао Андалузију, Франко са независном командом и Мигел Кабанељас у Сарагоси из које је контролисао Арагон).
Дана 24. јула основана је хунта са седиштем у Бургосу. На челу хунте се налази Кабанељас, као најискуснији генерал, а чинили су је још Емилио Мола и још 3 генерала и 2 пуковника, Франко се придружио хунти у августу. Дана 21. септембра 1936. одлучено је да Франко буде врховни заповедник (томе се противио само Кабанељас), а 28. септембра, након кратког разговора са Молом и Кеипом де Лијаном постављен је и за шефа владе. На тај положај је вероватно дошао јер је имао подршку Хитлера.
Мола је сматрао да ја Франко неподобан за све те функције јер није био део првобитне револуционарне групе, али је сам Мола био дискредитован као вођа неуспелог пуча који је прерастао у грађански рат, и чешће је идентификован као карлиста него као фалангиста, а био је и у лошим односима с Немцима. Кабанељас и Киепа де Лијана су се некада бунили против диктатуре Мигела Прима де Ривере и зато на њих у националистичким круговима нису гледали благонаклоно. Фалангистички вођа Хосе Антонио Прима де Ривера је у то време био у затвору у Мадриду (где је касније и погубљен) и жеља да му се сачува место спречавала је било ког фалангистичког вођу да се уздигне као вођа државе. Франко се није бавио политиком, па тако није имао много непријатеља, а сарађивао је и са Трећим рајхом и Италијом.
Дана 1. октобра Франко је прокламован као Generalísimo и Jefe del Estado (Вођа државе). Мола је био против те одлуке али је Кабанељас интервенисао како би смирио ситуацију. Франков положај је ојачао још више када је 2. јуна 1937. у авионској несрећи погинуо Емилио Мола. Тако су све вође које су организовале побуну против Републике биле мртве. Постоји претпоставка да су иза Молине смрти стајали Франко и Нацистичка Немачка.

### Војна команда
Након преузимања врховне војне команде Франко је лично водио све војне операције до краја рата. После неуспешног напада на Мадрид у новембру 1936, Франко се окренуо другој тактици. Његова одлука о преусмеравању трупа ка Толеду био је тема многих дебата, као и многе друге његове одлуке из тог периода. Исто тако одлука да 1938. уместо на Каталонију крене према Валенсији, и данас се сматра контроверзном.
Како није добио помоћ од демократских држава, Франко је тражио и добио помоћ од Трећег рајха и фашистичке Италије. Из Немачке је стигла легија Кондор са 22.000 војника укључујући војне службенике и инструкторе. Од Мусолинија су стигле „волонтерске трупе“ (итал. Corpo Truppe Volontarie или CTV ) са 91.000 Италијана, које су учествовале у свим већим акцијама и чија је авијација доминирала шпанским небом до краја рата.
Поред помоћи Немаца и Италијана, Франко је издејствовао од португалског диктатора Салазара око 20.000 војника. Хитлер и Мусолини су сматрали Франка малом војном личношћу јер је рекао да ће освојити Мадрид за три месеца, а за то му је требало три године. Међутим Франко је до краја рата имао помоћ Немаца и Италијана који су парадирали Мадридом након освајања тога града.

### Политичко вођство
Франко је успео да потчини под своју власт две некомпатибилне странке: десничарску Фалангу и монархисте, карлисте. Ова политичка формација је измешала екстремне и германофилске Фалангисте и антигерманске и монархисте, карлисте. Франков зет Рамон Серано Суњер, који је био његов главни политички саветник, успевао је да партије под Франковом влашћу окреће једну против друге да би тако ојачао Франкову позицију. Тако је збацио вођу Фалангиста Мануела Ходила и вођу карлиста Мануела Фал Конду и тако Франку обезбедио неприкосновени ауторитет међу десничарским и националистичким партијама.
Да би учврстио свој положај почео је да заводи терор. Од 1937. свака смртна казна морала је бити одобрена од стране Франка лично. Од почетка рата генерали хунте су систематски спроводили насиље да би сломили отпор. Ликвидације које су биле спровођене током рата настављене су и после Франкове победе. Процене броја жртава се крећу од 15.000 до 20.000. Међутим постоје мишљења да Франко није био упознат са великим бројем убистава.

### Крај рата
Дана 4. марта 1939. избила је побуна у републиканском табору која је имала за циљ да спречи комунистички устанак који је наводно припремао премијер Хуан Негрин. Побуњеници које су предводили Сигcмундо Касадо и Јулијан Бестиера су освојили Мадрид понудили Франку договор, међутим Франко је тражио безусловну предају. Попустили су пред Франковим претњама и предали град 27. марта 1939. што је био крај Друге шпанске републике. Крај рата и победу Франко је званично прогласио 1. априла. Том приликом је свој мач положио на олтар и заклео се да га неће употребити осим ако Шпанија не буде у опасности, заклетву је одржао до краја живота. Крај рата је био обележен обрачуном са противницима, у периоду од 1939. до 1943. убијено је око 50.000 људи, број политичких затвореника је непознат, а више десетина хиљада људи је емигрирало (највише у Француску, Латинску Америку и САД).

## Други светски рат
Дана 1. септембра 1939. нападом Немачке на Пољску почео је Други светски рат. Франко се 23. октобра 1940. састао са Хитлером у Француском градићу Андеју. Фирер је позвао Шпанију да уђе у рат на страни Осовине, док је Франко тражио да у том случају Шпанија заузврат добије Гибралтар, Француску северну Африку, Португалију, помоћ у храни и наоружању. Пошто су ови захтеви били превелики за Хитлера, договор није постигнут. Данас неки сматрају да Франко није био спреман за рат па је поставио услове за које је знао да Хитлер неће моћи да испуни.
Шпанија је остала неутрална током Другог светског рата, међутим помоћ коју је током грађанског рата добио од Трећег рајха и Италије, као и велико германофилство и фашистичко расположење, које је владало међу шпанским десничарима допринели су да Франко на разне начине помогне силама Осовине. Тако је дозволио да се формира тзв. Плава дивизија коју су чинили шпански добровољци на Источним фронту, али зато није дозволио да се шпански добровољци боре против западноевропских држава. Франку се није допадао нацистички мистицизам и његови покушаји манипулације са хришћанством, јер је то било супротно Франковим идејама одбране хришћанства, пре свега католицизма.
Након капитулације Француске јуна 1940. Шпанија је прихватила проосовинску политику. Тако нпр. шпанска посада се налазила на немачким бродовима. Мада је имао намеру да освоји Гибралтар, одустао је од тога, како би избегао директан улазак у рат, што би омогућило Британцима да заузму Канарска острва или северну Африку.
Према недавно откривеним документима Франко је у договору са силама Осовине наредио гувернерима провинција да саставе спискове Јевреја. Он је предао Химлеру списак од 6.000 Јевреја који су ушли у нацистички план „коначног решења“. Међутим, није вршио систематску ликвидацију Јевреја нити их је испоручивао Трећем рајху.
Дана 14. јуна 1940. Шпанци су окупирали марокански град Тангер (који је био под управом Лиге народа) и држали су га до 1945.
У књизи Хитлеров главни шпијун, објављеној 2005. износи се тврдња да је Шпанску неутралност у Другом светском рату купио Черчил уплатом новчаних средстава на рачуне Франка и његових генерала у швајцарским банкама.

## Шпанија под Франком
Велика Британија и Француска су признале Франка као шефа државе у фебруару 1945. Његова званична титула је била Његова екселенција шеф државе (шп. Su Excelencia el Jefe de Estado), а у службеним документима називан је и Вођа Шпаније (шп. Caudillo de España) или само el Generalísimo. Понекад је титулисан као Вођа последњег Крсташког рата у Хиспанском свету (шп. el Caudillo de la Última Cruzada y de la Hispanidad) и Вођа ослободилачког рата против комунизма и његових саучесника (шп. el Caudillo de la Guerra de Liberación contra el Comunismo y sus Cómplices).
Франко је 1947. године, под притисцима монархистички настројених карлиста, прогласио Шпанију за монархију, али није поставио монарха, јер он сам није желео да се прогласи за краља, нити желео да дозволи да се у Шпанију доведе краљ. Оставио је престо упражњен, а себе прогласио за регента. Носио је униформу генералног капетана (чина резервисаног за владајућег монарха) и преселио се у палату музеја Прадо. Поред тога користио је још неке краљевске привилегије, као што је ходање испод балдахина, а његов портрет се налазио на већини кованица.
Ослањао се на помоћ разних политичких групација. На власт је дошао уз помоћ фашистичке Фаланге, али се од ње удаљио након пораза фашизма у Другом светском рату. Фалангисти су постепено уклоњени са политичке сцене, у корист технократа, чији су представници били повезани са организацијом Опус Деи, која је пропагирала економски развој Шпаније под Франковом влашћу.
Иако је Шпанија под Франковом влашћу имала неке карактеристике фашизма, она се нипошто не може генерално сматрати фашистичком. Највећа разлика се огледа у томе што фашизам тежи револуционарној промени друштва и увођењу нових система вредности, док је Франков режим био конзервативан и залагао се за очување традиционалних вредности. Иако постоји много дискусија о томе којој је идеологији био наклоњен Франков режим, сви се слажу да су га одликовали противљење социјализму, комунизму, анархизму и масонству, и залагање за одбрану католицизма.
Помагао је бег фашиста у Јужну Америку након њиховог пораза у Другом светском рату. Године 1957. одобрио је политички азил бившем поглавнику НДХ Анти Павелићу.
Последице грађанског рата су биле суморне. Шпанију су напустиле многе присталице Републике, па је држава остала без великог броја интелектуалаца, лекара, стручњака, уметника, итд. Многи који су остали, су изгубили положаје, а на њихова места су довођени политички подобни, али често нестручни људи.
По завршетку Другог светског рата Шпанија се нашла у тешком положају, економија је била уништена, па се нашла у међународној изолацији. Ова ситуација је превазиђена захваљујући, значајном положају који је Шпанија заузимала у хладноратовској Европи. Франко је искористио тај положај и ушао у трговински и војни савез са Сједињеним Америчким Државама. Овај савез је настао након посете америчког председника Ајзенхауера Шпанији, 1953, приликом које је потписан „Мадридски пакт”. Након тога, Шпанија је примљена у Уједињене нације 1955. године.
Године 1952. једна нафтна компанија из Даласа затражила је дозволу да отвори бушотине нафте у Шпанији. Тај процес је водила компанија Делта дрилинг (Delta Drilling).

### Политичко угњетавање
Прва деценија након завршетка грађанског рата је била обележена угњетавањима и убиствима, још неутврђеног броја политичких противника Франковог режима. Процена броја убијених је и данас контроверзна и креће се између 15.000 и 50.000 убијених.
Режим је постепено бивао мање насилан, али је ипак успевао да сузбије разне политичке групације, од комуниста и анархиста до либералних демократа и каталонских и баскијских сепаратиста, које је контролисао свим средствима, укључујући и полицијску репресију. Једини законити синдикат је био Sindicato Vertical, док су синдикати Confederación Nacional del Trabajo и Unión General de Trabajadores стављени ван закона 1940. године. Социјалистичка радничка партија Шпаније и Републиканска левица Каталоније су биле забрањене 1939, док се Комунистичка партија Шпаније повукла у илегалу. Баскијска националистичка партија је напустила Шпанију, а 1959. основала терористичко-сепаратистичку организацију ЕТА.
Франко је промовисао јединствени национални идентитет у Шпанији, и истовремено сузбијао сваку различитост, а његови погледи на шпанску традицију су били помало извештачени. Тако су на пример корида и фламенко промовисани као шпанска национална традиција, док су се бројни регионални обичаји потискивали. Културни живот је био под јаком цензуром, а многе културне активности као што је каталонски плес сардана, биле забрањене. Ова културна политика је постепено попуштала, нарочито крајем 1960-их и почетком 1970-их година.
Да би учврстио национално јединство, Франко је спроводио и својеврсну „језичку политику”. Једини дозвољени језик био је шпански (односно кастиљански дијалекат), док је употреба каталонског, баскијског, галицијског и других мањинских језика била законом забрањена. Ови језици су потискивани из школа, државних установа, чак су били забрањени и на улици. Сви документи који нису писани шпанским језиком сматрани су за неважеће. Међутим, упркос свим забранама становништво је наставило да користи мањинске језике. Ова политика је почела да јењава 1960-их година, када су почеле да излазе књиге на мањинским језицима и поред забрана, које су остале на снази до Франкове смрти.
Римокатоличка црква је добила статус државне цркве и враћена су јој сва права одузета током Друге Републике. Са друге стране, Црква је 1953. одобрила Франку да бира бискупе са списка кандидата који би му предлагао папа. Својим утицајем црква је подстицала Франка на доношење закона о забрани књига. Сви државни службеници су морали бити католици, а за примање на неки посао грађанин је требало да поднесе потврду о „добрим односима” са Црквом. Грађански бракови који су склопљени у време Републике су поништени, и морали су бити поново склопљени у цркви. Данас постоје наводи да је Црква развила мрежу трговине бебама. Деца су углавном узимана од мајки које нису биле у браку, као и од политички неподобних родитеља, уз образложење да су умрла при рођењу. Трговина децом се одвијала путем мреже лекара, медицинских сестара, свештеника и часних сестара. Према неким наводима, број украдене новорођенчади у периоду од краја рата до 1987. (када је држава од цркве преузела послове усвајања) достиже и 300.000. Донесени су и закони којима су хомосексуалност, педофилија и проституција проглашени криминалом, а контрацептивна средства и абортус су били забрањени. Међутим ови закони нису били увек примењивани..

### Шпанска колонијална империја и деколонизација
Франко се трудио да задржи власт над шпанским колонијама, које су у то време чинили Шпанска Гвинеја (данас Екваторијална Гвинеја), Шпанска Сахара (данас Западна Сахара) и Шпански Мароко. Током Алжирског рата за независност (1954—1962) Мадрид је био центар Организације тајне армије (фр. Organisation de l'armée secrète), коју су чинили десно оријентисани француски официри који су се залагали да Алжир остане под Француском управом. Међутим Франко је био приморан да учини и неке уступке. Када је 1956. Француски Мароко добио независност, Франко је морао да преда Шпански Мароко мароканском краљу Мухамеду V, задржавши само неке енклаве.
Године 1968. Франко је под притиском Уједињених нација дао независност Екваторијалној Гвинеји, а наредне године предао Мароку покрајину Ифни. Године 1969, Франко је покренуо питање враћања Гибралтара под шпанску власт, а пошто је Британија то одбила, он је затворио границу са Гибралтаром и она је отворена тек 1985. године.

### Шпанско економско чудо
Шпанска економија је након грађанског рата била у катастрофалном стању. Многе фабрике су биле уништене, а инвеститори и квалификовани радници су напустили државу. Током 1940-их привреда се слабо развијала. Франков режим је у то време спроводио политику аутаркије, тако да је Шпанија била изолована од међународне трговине. Ова политика није дала резултате. Привреда се нашла у још већој стагнацији, а црна берза је цветала.
Шпанија се нашла пред банкротом. Под притисцима САД, ММФ и технократа из Опус Деиа, Франко је почео са новом економском политиком. Средином 1950-их година започето је са скромним економским активностима и привредним реформама. Када је Франко сменио многе министре и на њихова места довео технократе, спроведене су дубље реформе, које су омогућиле привредни раст. Након дугог периода рецесије, године 1959. је почео период великог економског раста који је потрајао све до 1974. године. Тај привредни раст је постао познат као „Шпанско економско чудо”. Ниске плате и порези, забрана штрајкова као и заштита страног капитала привукли су многе инвеститоре који су отворили фабрике у Шпанији. Предузећа у државном власништву као што су фабрике аутомобила СЕАТ и Пегасо и рафинерија нафте ИНФ масовно су увећала производњу. Шпанија је постала друга економија са најбржим привредним растом у периоду 1959—1974, одмах иза Јапана.

### Региони
Франко није увео никакву административну децентрализацију већ је задржао централистички начин управљања, који је успостављен у време Бурбона. Такав модел управљања створен је по узору на Француску.
Оваквим начином управе створене су велике разлике између региона. Неједнакости у образовању, здравству и саобраћајним везама довеле су до неравномерног економског раста. Традиционално богати региони као што су Мадрид, Каталонија и Баскија су боље прошли од сиромашних покрајина као што су Екстремадура, Андалузија и Галиција. Неке области, као нпр. Екстремадура и Ла Манча нису имале своје универзитете.
Каталонија и Баскија су пружале жесток отпор Франку током грађанског рата, стога им је Франко, као и Галицији, укинуо аутономију коју су добиле током Друге републике. Поништене су и вековне пореске олакшице баскијским провинцијама Гипускои и Бискаји, али не и Алави, која је у грађанском рату заузела националистичку страну. Из истог разлога Навара је била издвојена од Баскије, те добила аутономију и финансијске привилегије.

## Смрт
Године 1969. принц Хуан Карлос, који се школовао у Франковој Шпанији, је добио титулу Принц од Шпаније, те је било очигледно да ће једног дана наследити Франка. Та одлука је изненадила карлисте, али и претендента на престо, Хуановог оца, Хуана грофа од Барселоне. Од 15. јуна 1971. године био је проглашен замеником шефа државе у случају болести или одсуства актуелног шефа државе. Франко се одрекао места премијера 1973. године, али је задржао титулу Вође Шпаније, тј. функције шефа државе и врховног команданта оружаних снага.
Последњих година Франковог живота дошло је до сукоба унутар Националистичког покрета, око тога ко ће наследити остарелог Франка. Због здравствених проблема Франко је 19. јула 1974. именовао Хуана Карлоса за вршиоца дужности шефа државе. Франко се почетком септембра опоравио и наставио да обавља своје раније дужности. Годину дана касније здравствено стање му се озбиљно погоршало. Дана 30. октобра пао је у кому и прикључен на апарате за одржавање у животу. Умро је око поноћи 20. новембра 1975. у 83. години.
Сахрањен је у Долини палих, огромном меморијалном комплексу посвећеном свим жртвама Шпанског грађанског рата. Сахрани су присуствовали: чилеански диктатор Аугусто Пиноче, боливијски диктатор Хуго Банзер, јордански краљ Хусеин и амерички потпредседник Нелсон Рокфелер.

## Наслеђе
Након доласка на власт краљ Хуан Карлос није наставио Франкову политику, како се то од њега очекивало. Уместо тога он је започео процес демократизације расписавши изборе, који су одржани 15. јуна 1977. године. Војни пуч из 1981. године је пропао, а демократизација државе је настављена.
Поглавар десничарске католичке секте, Палмаријанске католичке цркве, Доминик Гомез (самопроглашени папа Гргур XVII) је прогласио Франка за свеца, али његову канонизацију није прихватила Римокатоличка црква.
Социјалистичка влада Шпаније је 2005. године започела процес откривања масовних гробница из Франковог доба. Следеће године је донет закон који омогућава ексхумацију масовних гробница, исплату одштете жртвама и давање шпанског држављанства припадницима Интернационалних бригада. Европска унија је почела припрему резолуције и преправку историјских ставова о Франку.
И данас трају дискусије о богатству Франкове породице. Процењује се да Франкова породица има 350-600 милиона евра. У време Франкове болести, Кортес (шпански парламент) је изгласао пензију његовој супрузи, чија су примања у време њене смрти (1988) износила 12,5 милиона пезета (4 милиона више од плате тадашњег шпанског премијера).
Многи споменици и обележја из Франковог периода временом су уклоњени. Грб Франкове Шпаније тзв. „царски орао” званично је укинут законом и замењен новим, 5. октобра 1981. године, после чега је јавним установама дат рок од 3 године да га уклоне. Употреба грба остала је дозвољена само на културно-историјским споменицима, као и на другим објектима, где би због уклањања дошло до оштећења. Незванично истицање овог грба на јавним местима остало је и данас предмет многобројних полемика.
Ставови Шпанаца о Франку данас су различити, док га једни сматрају заслужним за успостављање мира у Шпанији и економски развој земље, други га пак сматрају одговорним за репресије и кажу да би до економског раста дошло и без Франциска Франка.

## Преци
| \| \| \| \| \| \| \| \| \| \| \| \| \| \| 16. Juan Franco de Viñas de Lamadrid y Freyre de Andrade \| \| \| \| \| \| \| \| \| \| \| \| \| \| \| \| \| \| \| \| \| \| \| \| \| \| \| \| \| \| \| \| \| \| \| \| \| \| \| \| \| \| \| \| \| \| \| \| \| \| \| \| \| \| \| \| \| \| \| \| 8. Nicolás Franco y Sánchez \| \| \| \| \| \| \| \| \| \| \| \| \| \| \| \| \| \| \| \| \| \| \| \| \| \| \| \| \| \| \| \| \| \| \| \| \| \| \| \| \| \| \| \| \| \| \| \| \| \| \| \| \| \| \| \| \| \| \| \| \| \| \| \| \| \| \| \| \| \| \| \| 17. Josefa Sánchez Freyre de Andrade Canales de León y Piñeiro \| \| \| \| \| \| \| \| \| \| \| \| \| \| \| \| \| \| \| \| \| \| \| \| \| \| \| \| \| \| \| \| \| \| \| \| \| \| \| \| \| \| \| \| \| \| \| \| \| \| \| \| \| \| \| \| \| \| \| \| \| \| \| \| \| \| \| \| \| \| \| \| 4. Francisco Franco y Vietti \| \| \| \| \| \| \| \| \| \| \| \| \| \| \| \| \| \| \| \| \| \| \| \| \| \| \| \| \| \| \| \| \| \| \| \| \| \| \| \| \| \| \| \| \| \| \| \| \| \| \| \| \| \| \| \| \| \| \| \| \| \| \| \| \| \| \| \| \| \| \| \| 18. Antonio de Vietti y Roberta, ?th Conde de Calabiana \| \| \| \| \| \| \| \| \| \| \| \| \| \| \| \| \| \| \| \| \| \| \| \| \| \| \| \| \| \| \| \| \| \| \| \| \| \| \| \| \| \| \| \| \| \| \| \| \| \| \| \| \| \| \| \| \| \| \| \| \| \| \| \| \| \| \| \| \| \| \| \| 9. Josefa Vietti Berbabé Roberta y del Busto \| \| \| \| \| \| \| \| \| \| \| \| \| \| \| \| \| \| \| \| \| \| \| \| \| \| \| \| \| \| \| \| \| \| \| \| \| \| \| \| \| \| \| \| \| \| \| \| \| \| \| \| \| \| \| \| \| \| \| \| \| \| \| \| \| \| \| \| \| \| \| \| 19. Francisca Bernabé y del Busto \| \| \| \| \| \| \| \| \| \| \| \| \| \| \| \| \| \| \| \| \| \| \| \| \| \| \| \| \| \| \| \| \| \| \| \| \| \| \| \| \| \| \| \| \| \| \| \| \| \| \| \| \| \| \| \| \| \| \| \| \| \| \| \| \| \| \| \| \| \| \| \| 2. Nicolás Franco y Salgado-Araújo \| \| \| \| \| \| \| \| \| \| \| \| \| \| \| \| \| \| \| \| \| \| \| \| \| \| \| \| \| \| \| \| \| \| \| \| \| \| \| \| \| \| \| \| \| \| \| \| \| \| \| \| \| \| \| \| \| \| \| \| \| \| \| \| \| \| \| \| \| \| \| \| 20. \| \| \| \| \| \| \| \| \| \| \| \| \| \| \| \| \| \| \| \| \| \| \| \| \| \| \| \| \| \| \| \| \| \| \| \| \| \| \| \| \| \| \| \| \| \| \| \| \| \| \| \| \| \| \| \| \| \| \| \| \| \| \| \| \| \| \| \| \| \| \| \| 10. Isidoro Salgado-Araújo y Belorado \| \| \| \| \| \| \| \| \| \| \| \| \| \| \| \| \| \| \| \| \| \| \| \| \| \| \| \| \| \| \| \| \| \| \| \| \| \| \| \| \| \| \| \| \| \| \| \| \| \| \| \| \| \| \| \| \| \| \| \| \| \| \| \| \| \| \| \| \| \| \| \| 21. \| \| \| \| \| \| \| \| \| \| \| \| \| \| \| \| \| \| \| \| \| \| \| \| \| \| \| \| \| \| \| \| \| \| \| \| \| \| \| \| \| \| \| \| \| \| \| \| \| \| \| \| \| \| \| \| \| \| \| \| \| \| \| \| \| \| \| \| \| \| \| \| 5. Hermenegilda Salgado-Araújo y Pérez \| \| \| \| \| \| \| \| \| \| \| \| \| \| \| \| \| \| \| \| \| \| \| \| \| \| \| \| \| \| \| \| \| \| \| \| \| \| \| \| \| \| \| \| \| \| \| \| \| \| \| \| \| \| \| \| \| \| \| \| \| \| \| \| \| \| \| \| \| \| \| \| 22. \| \| \| \| \| \| \| \| \| \| \| \| \| \| \| \| \| \| \| \| \| \| \| \| \| \| \| \| \| \| \| \| \| \| \| \| \| \| \| \| \| \| \| \| \| \| \| \| \| \| \| \| \| \| \| \| \| \| \| \| \| \| \| \| \| \| \| \| \| \| \| \| 11. Manuela Pérez y Alins \| \| \| \| \| \| \| \| \| \| \| \| \| \| \| \| \| \| \| \| \| \| \| \| \| \| \| \| \| \| \| \| \| \| \| \| \| \| \| \| \| \| \| \| \| \| \| \| \| \| \| \| \| \| \| \| \| \| \| \| \| \| \| \| \| \| \| \| \| \| \| \| 23. \| \| \| \| \| \| \| \| \| \| \| \| \| \| \| \| \| \| \| \| \| \| \| \| \| \| \| \| \| \| \| \| \| \| \| \| \| \| \| \| \| \| \| \| \| \| \| \| \| \| \| \| \| \| \| \| \| \| \| \| \| \| \| \| \| \| \| \| \| \| \| \| 1. Francisco Paulino Hermenegildo Teódulo Franco y Bahamonde Salgado Pardo de Andrade \| \| \| \| \| \| \| \| \| \| \| \| \| \| \| \| \| \| \| \| \| \| \| \| \| \| \| \| \| \| \| \| \| \| \| \| \| \| \| \| \| \| \| \| \| \| \| \| \| \| \| \| \| \| \| \| \| \| \| \| \| \| \| \| \| \| \| \| \| \| \| \| 24. \| \| \| \| \| \| \| \| \| \| \| \| \| \| \| \| \| \| \| \| \| \| \| \| \| \| \| \| \| \| \| \| \| \| \| \| \| \| \| \| \| \| \| \| \| \| \| \| \| \| \| \| \| \| \| \| \| \| \| \| \| \| \| \| \| \| \| \| \| \| \| \| 12. Ramón Bahamonde de Castro \| \| \| \| \| \| \| \| \| \| \| \| \| \| \| \| \| \| \| \| \| \| \| \| \| \| \| \| \| \| \| \| \| \| \| \| \| \| \| \| \| \| \| \| \| \| \| \| \| \| \| \| \| \| \| \| \| \| \| \| \| \| \| \| \| \| \| \| \| \| \| \| 25. \| \| \| \| \| \| \| \| \| \| \| \| \| \| \| \| \| \| \| \| \| \| \| \| \| \| \| \| \| \| \| \| \| \| \| \| \| \| \| \| \| \| \| \| \| \| \| \| \| \| \| \| \| \| \| \| \| \| \| \| \| \| \| \| \| \| \| \| \| \| \| \| 6. Ladislás Bahamonde y Ortega \| \| \| \| \| \| \| \| \| \| \| \| \| \| \| \| \| \| \| \| \| \| \| \| \| \| \| \| \| \| \| \| \| \| \| \| \| \| \| \| \| \| \| \| \| \| \| \| \| \| \| \| \| \| \| \| \| \| \| \| \| \| \| \| \| \| \| \| \| \| \| \| 26. \| \| \| \| \| \| \| \| \| \| \| \| \| \| \| \| \| \| \| \| \| \| \| \| \| \| \| \| \| \| \| \| \| \| \| \| \| \| \| \| \| \| \| \| \| \| \| \| \| \| \| \| \| \| \| \| \| \| \| \| \| \| \| \| \| \| \| \| \| \| \| \| 13. Josefa Ortega y Medina \| \| \| \| \| \| \| \| \| \| \| \| \| \| \| \| \| \| \| \| \| \| \| \| \| \| \| \| \| \| \| \| \| \| \| \| \| \| \| \| \| \| \| \| \| \| \| \| \| \| \| \| \| \| \| \| \| \| \| \| \| \| \| \| \| \| \| \| \| \| \| \| 27. \| \| \| \| \| \| \| \| \| \| \| \| \| \| \| \| \| \| \| \| \| \| \| \| \| \| \| \| \| \| \| \| \| \| \| \| \| \| \| \| \| \| \| \| \| \| \| \| \| \| \| \| \| \| \| \| \| \| \| \| \| \| \| \| \| \| \| \| \| \| \| \| 3. María del Pilar Bahamonde y Pardo de Andrade \| \| \| \| \| \| \| \| \| \| \| \| \| \| \| \| \| \| \| \| \| \| \| \| \| \| \| \| \| \| \| \| \| \| \| \| \| \| \| \| \| \| \| \| \| \| \| \| \| \| \| \| \| \| \| \| \| \| \| \| \| \| \| \| \| \| \| \| \| \| \| \| 28. Ramón Pardo de Andrade y Bermúdez de Castro \| \| \| \| \| \| \| \| \| \| \| \| \| \| \| \| \| \| \| \| \| \| \| \| \| \| \| \| \| \| \| \| \| \| \| \| \| \| \| \| \| \| \| \| \| \| \| \| \| \| \| \| \| \| \| \| \| \| \| \| \| \| \| \| \| \| \| \| \| \| \| \| 14. Francisco Javier Pardo de Andrade y Coquelin \| \| \| \| \| \| \| \| \| \| \| \| \| \| \| \| \| \| \| \| \| \| \| \| \| \| \| \| \| \| \| \| \| \| \| \| \| \| \| \| \| \| \| \| \| \| \| \| \| \| \| \| \| \| \| \| \| \| \| \| \| \| \| \| \| \| \| \| \| \| \| \| 29. Margarita Coquelin y Robin \| \| \| \| \| \| \| \| \| \| \| \| \| \| \| \| \| \| \| \| \| \| \| \| \| \| \| \| \| \| \| \| \| \| \| \| \| \| \| \| \| \| \| \| \| \| \| \| \| \| \| \| \| \| \| \| \| \| \| \| \| \| \| \| \| \| \| \| \| \| \| \| 7. María del Carmen Pardo de Andrade y Pardo de Andrade \| \| \| \| \| \| \| \| \| \| \| \| \| \| \| \| \| \| \| \| \| \| \| \| \| \| \| \| \| \| \| \| \| \| \| \| \| \| \| \| \| \| \| \| \| \| \| \| \| \| \| \| \| \| \| \| \| \| \| \| \| \| \| \| \| \| \| \| \| \| \| \| 30. Antonio Pardo de Andrade y del Río \| \| \| \| \| \| \| \| \| \| \| \| \| \| \| \| \| \| \| \| \| \| \| \| \| \| \| \| \| \| \| \| \| \| \| \| \| \| \| \| \| \| \| \| \| \| \| \| \| \| \| \| \| \| \| \| \| \| \| \| \| \| \| \| \| \| \| \| \| \| \| \| 15. Luisa Pardo de Andrade y Soto \| \| \| \| \| \| \| \| \| \| \| \| \| \| \| \| \| \| \| \| \| \| \| \| \| \| \| \| \| \| \| \| \| \| \| \| \| \| \| \| \| \| \| \| \| \| \| \| \| \| \| \| \| \| \| \| \| \| \| \| \| \| \| \| \| \| \| \| \| \| \| \| 31. Antonia Soto y Taboada \| \| \| \| \| \| \| \| \| \| \| \| \| \| \| \| \| \| \| \| \| \| \| \| \| \| \| \| \| \| \| \| \| \| \| \| \| \| \| \| \| \| \| \| \| \| \| \| \| \| \| \| |                                                                                       |  |  |  |  |  |  |  |  |  |  |  |                                                          |  |  |  |
| |                                                                                       |  |  |  |  |  |  |  |  |  |  |  | 16. Juan Franco de Viñas de Lamadrid y Freyre de Andrade |  |  |  |
| |                                                                                       |  |  |  |  |  |  |  |  |  |  |  |                                                          |  |  |  |
| |                                                                                       |  |  |  |  |  |  |  |  |  |  |  |                                                          |  |  |  |
| |                                                                                       |  |  |  |  |  |  |  |  |  |  |  |                                                          |  |  |  |
| | 8. Nicolás Franco y Sánchez                                                           |  |  |  |  |  |  |  |  |  |  |  |                                                          |  |  |  |
| |                                                                                       |  |  |  |  |  |  |  |  |  |  |  |                                                          |  |  |  |
| |                                                                                       |  |  |  |  |  |  |  |  |  |  |  |                                                          |  |  |  |
| |                                                                                       |  |  |  |  |  |  |  |  |  |  |  |                                                          |  |  |  |
| | 17. Josefa Sánchez Freyre de Andrade Canales de León y Piñeiro                        |  |  |  |  |  |  |  |  |  |  |  |                                                          |  |  |  |
| |                                                                                       |  |  |  |  |  |  |  |  |  |  |  |                                                          |  |  |  |
| |                                                                                       |  |  |  |  |  |  |  |  |  |  |  |                                                          |  |  |  |
| |                                                                                       |  |  |  |  |  |  |  |  |  |  |  |                                                          |  |  |  |
| | 4. Francisco Franco y Vietti                                                          |  |  |  |  |  |  |  |  |  |  |  |                                                          |  |  |  |
| |                                                                                       |  |  |  |  |  |  |  |  |  |  |  |                                                          |  |  |  |
| |                                                                                       |  |  |  |  |  |  |  |  |  |  |  |                                                          |  |  |  |
| |                                                                                       |  |  |  |  |  |  |  |  |  |  |  |                                                          |  |  |  |
| | 18. Antonio de Vietti y Roberta, ?th Conde de Calabiana                               |  |  |  |  |  |  |  |  |  |  |  |                                                          |  |  |  |
| |                                                                                       |  |  |  |  |  |  |  |  |  |  |  |                                                          |  |  |  |
| |                                                                                       |  |  |  |  |  |  |  |  |  |  |  |                                                          |  |  |  |
| |                                                                                       |  |  |  |  |  |  |  |  |  |  |  |                                                          |  |  |  |
| | 9. Josefa Vietti Berbabé Roberta y del Busto                                          |  |  |  |  |  |  |  |  |  |  |  |                                                          |  |  |  |
| |                                                                                       |  |  |  |  |  |  |  |  |  |  |  |                                                          |  |  |  |
| |                                                                                       |  |  |  |  |  |  |  |  |  |  |  |                                                          |  |  |  |
| |                                                                                       |  |  |  |  |  |  |  |  |  |  |  |                                                          |  |  |  |
| | 19. Francisca Bernabé y del Busto                                                     |  |  |  |  |  |  |  |  |  |  |  |                                                          |  |  |  |
| |                                                                                       |  |  |  |  |  |  |  |  |  |  |  |                                                          |  |  |  |
| |                                                                                       |  |  |  |  |  |  |  |  |  |  |  |                                                          |  |  |  |
| |                                                                                       |  |  |  |  |  |  |  |  |  |  |  |                                                          |  |  |  |
| | 2. Nicolás Franco y Salgado-Araújo                                                    |  |  |  |  |  |  |  |  |  |  |  |                                                          |  |  |  |
| |                                                                                       |  |  |  |  |  |  |  |  |  |  |  |                                                          |  |  |  |
| |                                                                                       |  |  |  |  |  |  |  |  |  |  |  |                                                          |  |  |  |
| |                                                                                       |  |  |  |  |  |  |  |  |  |  |  |                                                          |  |  |  |
| | 20.                                                                                   |  |  |  |  |  |  |  |  |  |  |  |                                                          |  |  |  |
| |                                                                                       |  |  |  |  |  |  |  |  |  |  |  |                                                          |  |  |  |
| |                                                                                       |  |  |  |  |  |  |  |  |  |  |  |                                                          |  |  |  |
| |                                                                                       |  |  |  |  |  |  |  |  |  |  |  |                                                          |  |  |  |
| | 10. Isidoro Salgado-Araújo y Belorado                                                 |  |  |  |  |  |  |  |  |  |  |  |                                                          |  |  |  |
| |                                                                                       |  |  |  |  |  |  |  |  |  |  |  |                                                          |  |  |  |
| |                                                                                       |  |  |  |  |  |  |  |  |  |  |  |                                                          |  |  |  |
| |                                                                                       |  |  |  |  |  |  |  |  |  |  |  |                                                          |  |  |  |
| | 21.                                                                                   |  |  |  |  |  |  |  |  |  |  |  |                                                          |  |  |  |
| |                                                                                       |  |  |  |  |  |  |  |  |  |  |  |                                                          |  |  |  |
| |                                                                                       |  |  |  |  |  |  |  |  |  |  |  |                                                          |  |  |  |
| |                                                                                       |  |  |  |  |  |  |  |  |  |  |  |                                                          |  |  |  |
| | 5. Hermenegilda Salgado-Araújo y Pérez                                                |  |  |  |  |  |  |  |  |  |  |  |                                                          |  |  |  |
| |                                                                                       |  |  |  |  |  |  |  |  |  |  |  |                                                          |  |  |  |
| |                                                                                       |  |  |  |  |  |  |  |  |  |  |  |                                                          |  |  |  |
| |                                                                                       |  |  |  |  |  |  |  |  |  |  |  |                                                          |  |  |  |
| | 22.                                                                                   |  |  |  |  |  |  |  |  |  |  |  |                                                          |  |  |  |
| |                                                                                       |  |  |  |  |  |  |  |  |  |  |  |                                                          |  |  |  |
| |                                                                                       |  |  |  |  |  |  |  |  |  |  |  |                                                          |  |  |  |
| |                                                                                       |  |  |  |  |  |  |  |  |  |  |  |                                                          |  |  |  |
| | 11. Manuela Pérez y Alins                                                             |  |  |  |  |  |  |  |  |  |  |  |                                                          |  |  |  |
| |                                                                                       |  |  |  |  |  |  |  |  |  |  |  |                                                          |  |  |  |
| |                                                                                       |  |  |  |  |  |  |  |  |  |  |  |                                                          |  |  |  |
| |                                                                                       |  |  |  |  |  |  |  |  |  |  |  |                                                          |  |  |  |
| | 23.                                                                                   |  |  |  |  |  |  |  |  |  |  |  |                                                          |  |  |  |
| |                                                                                       |  |  |  |  |  |  |  |  |  |  |  |                                                          |  |  |  |
| |                                                                                       |  |  |  |  |  |  |  |  |  |  |  |                                                          |  |  |  |
| |                                                                                       |  |  |  |  |  |  |  |  |  |  |  |                                                          |  |  |  |
| | 1. Francisco Paulino Hermenegildo Teódulo Franco y Bahamonde Salgado Pardo de Andrade |  |  |  |  |  |  |  |  |  |  |  |                                                          |  |  |  |
| |                                                                                       |  |  |  |  |  |  |  |  |  |  |  |                                                          |  |  |  |
| |                                                                                       |  |  |  |  |  |  |  |  |  |  |  |                                                          |  |  |  |
| |                                                                                       |  |  |  |  |  |  |  |  |  |  |  |                                                          |  |  |  |
| | 24.                                                                                   |  |  |  |  |  |  |  |  |  |  |  |                                                          |  |  |  |
| |                                                                                       |  |  |  |  |  |  |  |  |  |  |  |                                                          |  |  |  |
| |                                                                                       |  |  |  |  |  |  |  |  |  |  |  |                                                          |  |  |  |
| |                                                                                       |  |  |  |  |  |  |  |  |  |  |  |                                                          |  |  |  |
| | 12. Ramón Bahamonde de Castro                                                         |  |  |  |  |  |  |  |  |  |  |  |                                                          |  |  |  |
| |                                                                                       |  |  |  |  |  |  |  |  |  |  |  |                                                          |  |  |  |
| |                                                                                       |  |  |  |  |  |  |  |  |  |  |  |                                                          |  |  |  |
| |                                                                                       |  |  |  |  |  |  |  |  |  |  |  |                                                          |  |  |  |
| | 25.                                                                                   |  |  |  |  |  |  |  |  |  |  |  |                                                          |  |  |  |
| |                                                                                       |  |  |  |  |  |  |  |  |  |  |  |                                                          |  |  |  |
| |                                                                                       |  |  |  |  |  |  |  |  |  |  |  |                                                          |  |  |  |
| |                                                                                       |  |  |  |  |  |  |  |  |  |  |  |                                                          |  |  |  |
| | 6. Ladislás Bahamonde y Ortega                                                        |  |  |  |  |  |  |  |  |  |  |  |                                                          |  |  |  |
| |                                                                                       |  |  |  |  |  |  |  |  |  |  |  |                                                          |  |  |  |
| |                                                                                       |  |  |  |  |  |  |  |  |  |  |  |                                                          |  |  |  |
| |                                                                                       |  |  |  |  |  |  |  |  |  |  |  |                                                          |  |  |  |
| | 26.                                                                                   |  |  |  |  |  |  |  |  |  |  |  |                                                          |  |  |  |
| |                                                                                       |  |  |  |  |  |  |  |  |  |  |  |                                                          |  |  |  |
| |                                                                                       |  |  |  |  |  |  |  |  |  |  |  |                                                          |  |  |  |
| |                                                                                       |  |  |  |  |  |  |  |  |  |  |  |                                                          |  |  |  |
| | 13. Josefa Ortega y Medina                                                            |  |  |  |  |  |  |  |  |  |  |  |                                                          |  |  |  |
| |                                                                                       |  |  |  |  |  |  |  |  |  |  |  |                                                          |  |  |  |
| |                                                                                       |  |  |  |  |  |  |  |  |  |  |  |                                                          |  |  |  |
| |                                                                                       |  |  |  |  |  |  |  |  |  |  |  |                                                          |  |  |  |
| | 27.                                                                                   |  |  |  |  |  |  |  |  |  |  |  |                                                          |  |  |  |
| |                                                                                       |  |  |  |  |  |  |  |  |  |  |  |                                                          |  |  |  |
| |                                                                                       |  |  |  |  |  |  |  |  |  |  |  |                                                          |  |  |  |
| |                                                                                       |  |  |  |  |  |  |  |  |  |  |  |                                                          |  |  |  |
| | 3. María del Pilar Bahamonde y Pardo de Andrade                                       |  |  |  |  |  |  |  |  |  |  |  |                                                          |  |  |  |
| |                                                                                       |  |  |  |  |  |  |  |  |  |  |  |                                                          |  |  |  |
| |                                                                                       |  |  |  |  |  |  |  |  |  |  |  |                                                          |  |  |  |
| |                                                                                       |  |  |  |  |  |  |  |  |  |  |  |                                                          |  |  |  |
| | 28. Ramón Pardo de Andrade y Bermúdez de Castro                                       |  |  |  |  |  |  |  |  |  |  |  |                                                          |  |  |  |
| |                                                                                       |  |  |  |  |  |  |  |  |  |  |  |                                                          |  |  |  |
| |                                                                                       |  |  |  |  |  |  |  |  |  |  |  |                                                          |  |  |  |
| |                                                                                       |  |  |  |  |  |  |  |  |  |  |  |                                                          |  |  |  |
| | 14. Francisco Javier Pardo de Andrade y Coquelin                                      |  |  |  |  |  |  |  |  |  |  |  |                                                          |  |  |  |
| |                                                                                       |  |  |  |  |  |  |  |  |  |  |  |                                                          |  |  |  |
| |                                                                                       |  |  |  |  |  |  |  |  |  |  |  |                                                          |  |  |  |
| |                                                                                       |  |  |  |  |  |  |  |  |  |  |  |                                                          |  |  |  |
| | 29. Margarita Coquelin y Robin                                                        |  |  |  |  |  |  |  |  |  |  |  |                                                          |  |  |  |
| |                                                                                       |  |  |  |  |  |  |  |  |  |  |  |                                                          |  |  |  |
| |                                                                                       |  |  |  |  |  |  |  |  |  |  |  |                                                          |  |  |  |
| |                                                                                       |  |  |  |  |  |  |  |  |  |  |  |                                                          |  |  |  |
| | 7. María del Carmen Pardo de Andrade y Pardo de Andrade                               |  |  |  |  |  |  |  |  |  |  |  |                                                          |  |  |  |
| |                                                                                       |  |  |  |  |  |  |  |  |  |  |  |                                                          |  |  |  |
| |                                                                                       |  |  |  |  |  |  |  |  |  |  |  |                                                          |  |  |  |
| |                                                                                       |  |  |  |  |  |  |  |  |  |  |  |                                                          |  |  |  |
| | 30. Antonio Pardo de Andrade y del Río                                                |  |  |  |  |  |  |  |  |  |  |  |                                                          |  |  |  |
| |                                                                                       |  |  |  |  |  |  |  |  |  |  |  |                                                          |  |  |  |
| |                                                                                       |  |  |  |  |  |  |  |  |  |  |  |                                                          |  |  |  |
| |                                                                                       |  |  |  |  |  |  |  |  |  |  |  |                                                          |  |  |  |
| | 15. Luisa Pardo de Andrade y Soto                                                     |  |  |  |  |  |  |  |  |  |  |  |                                                          |  |  |  |
| |                                                                                       |  |  |  |  |  |  |  |  |  |  |  |                                                          |  |  |  |
| |                                                                                       |  |  |  |  |  |  |  |  |  |  |  |                                                          |  |  |  |
| |                                                                                       |  |  |  |  |  |  |  |  |  |  |  |                                                          |  |  |  |
| | 31. Antonia Soto y Taboada                                                            |  |  |  |  |  |  |  |  |  |  |  |                                                          |  |  |  |
| |                                                                                       |  |  |  |  |  |  |  |  |  |  |  |                                                          |  |  |  |
| |                                                                                       |  |  |  |  |  |  |  |  |  |  |  |                                                          |  |  |  |